# 湯浅浩
湯浅 浩（ゆあさ ひろし、1937年10月20日 - 2009年2月18日）は、熊本県出身の実業家。1997年から日野自動車代表取締役社長を務めたが、販売不振から経営危機に陥り、2001年にトヨタ自動車に子会社化され退任した。後任の代表取締役社長にはトヨタ自動車取締役副社長の蛇川忠暉が就いた。

## 略歴
- 1960年3月 千葉工業大学卒業後、同年4月 日野自動車工業（現・日野自動車）に入社。
- 1991年6月 同社取締役人事部長。
- 1993年6月 常務取締役。
- 1997年6月 代表取締役社長。
- 2001年6月 相談役。
- 2009年2月18日、肺がんのため死去。71歳没。